# Perros jugando al póquer
"Perros jugando al póquer", de Cassius Marcellus Coolidge, se refiere colectivamente a una pintura de 1894, una serie de dieciséis pinturas al óleo encargadas por la empresa Brown & Bigelow para anunciar puros, y una pintura de 1910. Las dieciocho pinturas de la serie en general presentan perros antropomorfizados, pero las once en las que los perros están sentados alrededor de una mesa de cartas se han hecho conocidas en Estados Unidos como ejemplos de arte kitsch en la decoración del hogar.
Las representaciones y recreaciones de la serie han aparecido en muchas películas, programas de televisión, producciones teatrales y otras formas de arte de la cultura popular. La crítica Annette Ferrara ha descrito Perros Jugando al Póker como "indeleblemente grabado en ... el subconsciente colectivo-kitsch estadounidense ... a través de su reproducción incesante en todo tipo de efímera popular".
La primera pintura, el Juego de Póker de Coolidge de 1894, se vendió por 658.000 dólares en una subasta de 2015.

## Obras de Coolidge

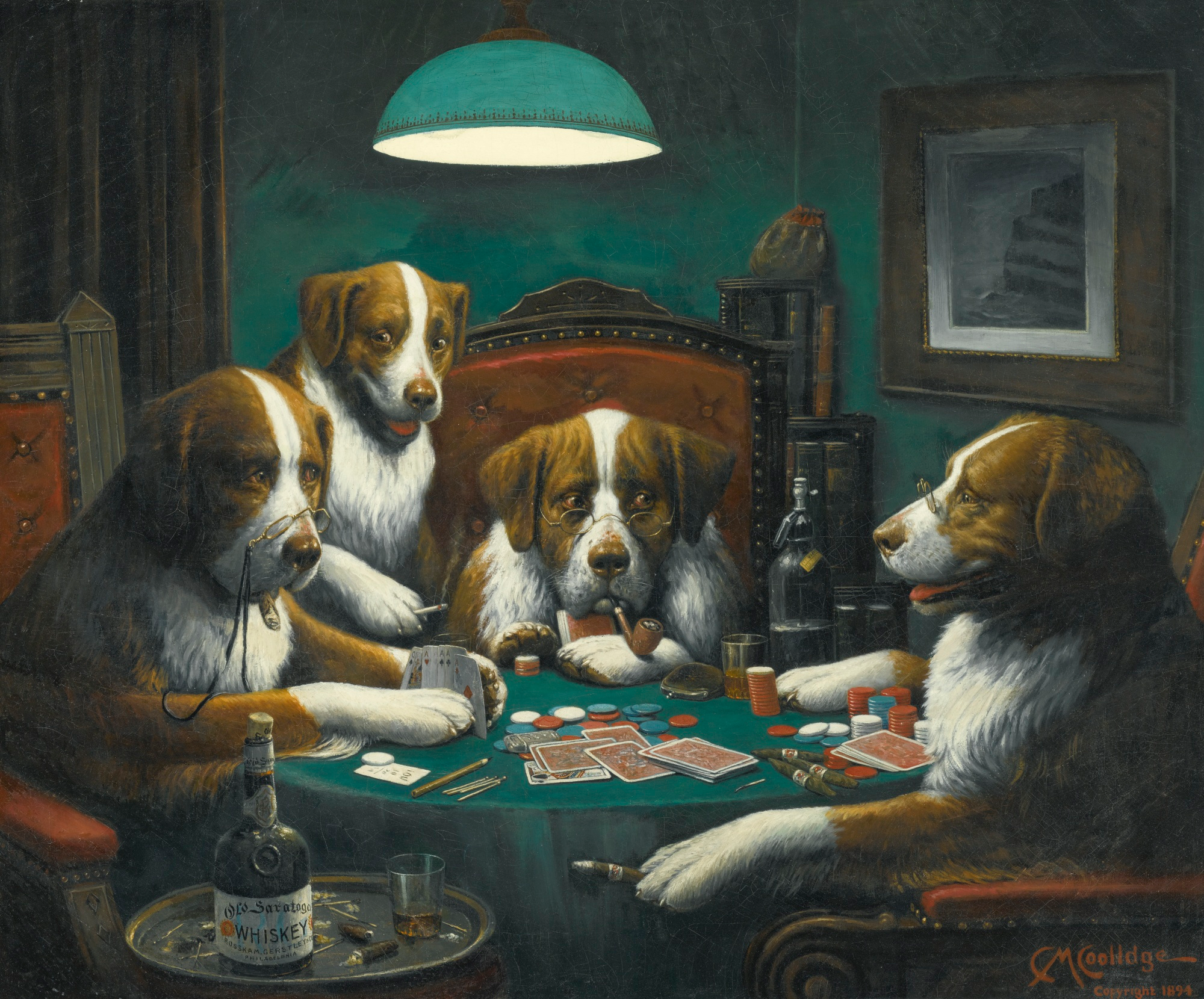
Poker Game (1894)

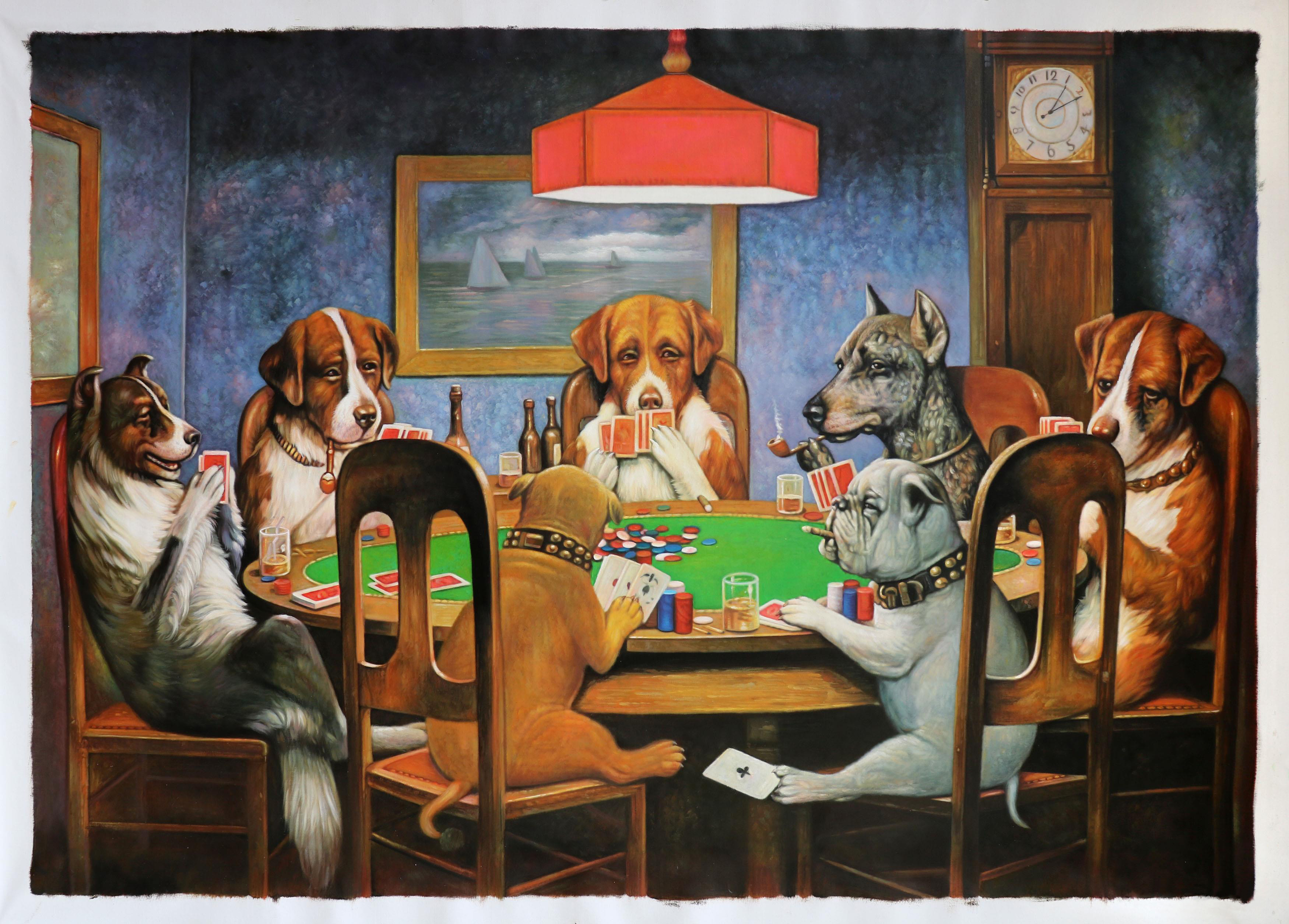
A Friend in Need (1903)

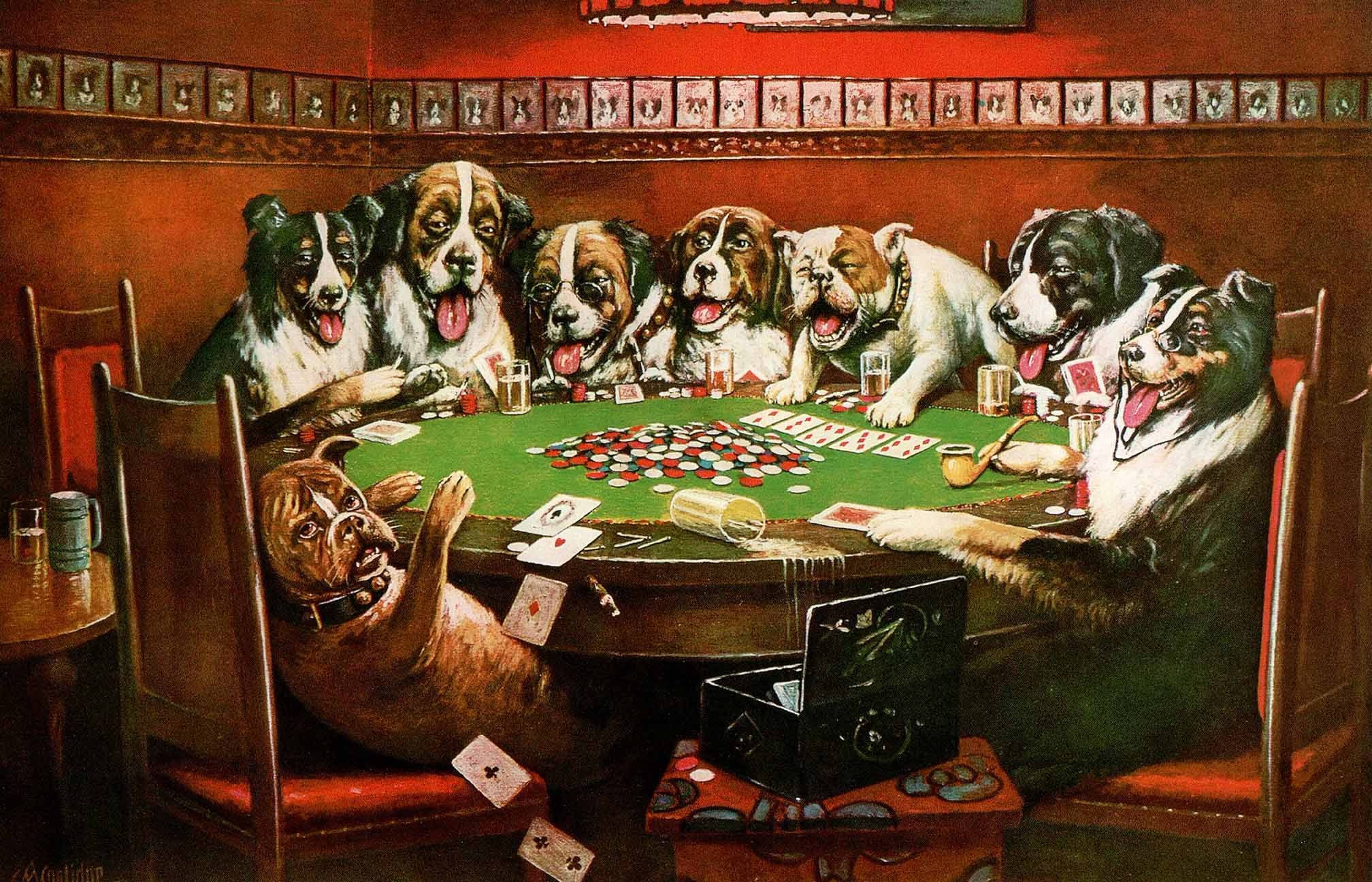
Poker Sympathy (1903)

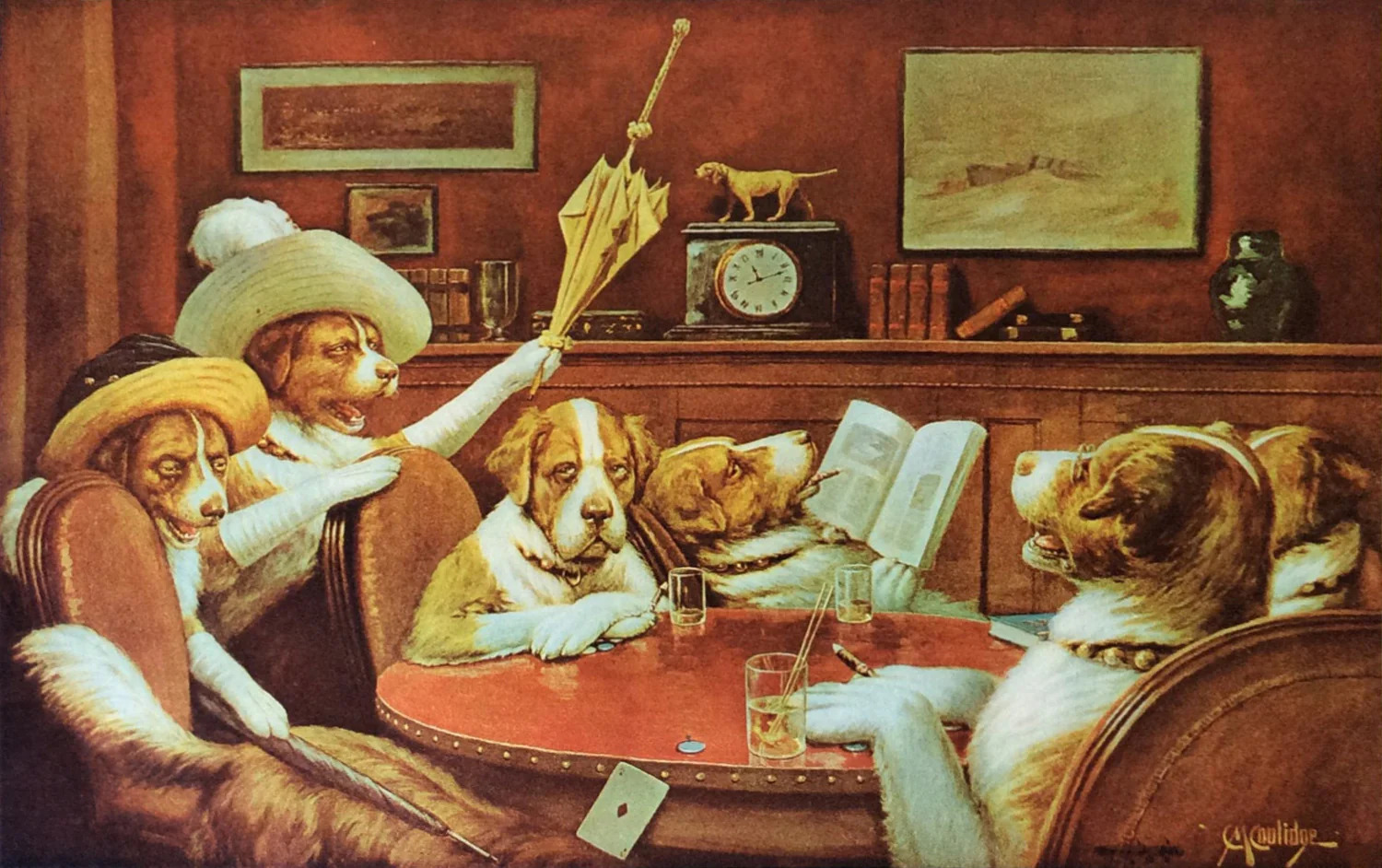
Sitting up with a Sick Friend (c. 1905)

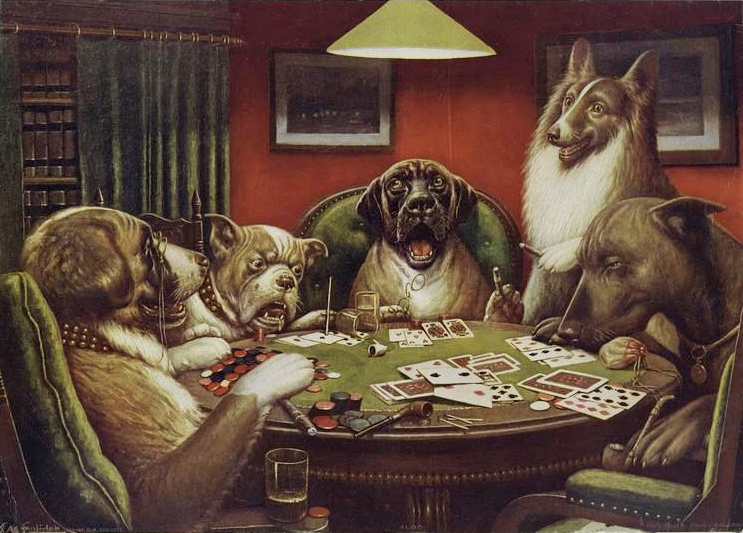
A Waterloo, 1906

El título de la pintura original de Coolidge de 1894 es Poker Game - Juego de Póker.
Los títulos en la serie de Brown & Bigelow son:
- A Bachelor's Dog – Un perro soltero (leyendo el correo)
- A Bold Bluff – Un farol audaz (póker, originalmente titulado Judge St. Bernard Stands Pat on Nothing)[4]
- Breach of Promise Suit – Demanda por incumplimiento de promesa (testificando en corte)
- A Friend in Need (1903) – Un Amigo en apuros (póker, haciendo trampa)
- Pinched with Four Aces (1903) – Atrapado con cuatro ases (póker)
- New Year's Eve in Dogville – Nochevieja en Dogville (baile de salón)
- One to Tie Two to Win – Uno para empatar, dos para ganar (béisbol)
- Pinched with Four Aces – Atrapado con cuatro ases (póker, juego ilegal)
- Poker Sympathy (1903) – Simpatía por el póker (póker)
- Post Mortem – Post Mortem (póker, camaradería)
- The Reunion – La reunión (fumando y bebiendo, camaradería)
- Riding the Goat – Montando la cabra (iniciación masónica)
- Sitting up with a Sick Friend (1905) – Velando a un amigo enfermo (póker, relaciones de género)
- Stranger in Camp – Un extraño en el campamento (póker, acampada)
- Ten Miles to a Garage – Diez millas hasta un taller (viaje, problemas con el coche, trabajo en equipo)
- A Waterloo (1906) – Una derrota aplastante (póker, originalmente titulado Judge St. Bernard Wins on a Bluff)[4]

A estos les siguió en 1910 una pintura similar, Looks Like Four of a Kind – Parece un Póker. Otras pinturas de Coolidge que presentan perros antropomorfizados incluyen Kelly Pool, que muestra perros jugando al billar.
Algunas de las composiciones de la serie están modeladas sobre pinturas de jugadores de cartas humanos de artistas como Caravaggio, Georges de La Tour y Paul Cézanne.
El 15 de febrero de 2005, los originales de A Bold Bluff y A Waterloo fueron subastados en pareja a un comprador no revelado por 590.400 dolares. El precio más alto anterior por un Coolidge fue de 74000 dólares. En 2015, Poker Game se vendió por 658.000 dólares, actualmente el precio más alto pagado por un Coolidge.